# Vest Ridž (Čikago)
Vest Ridž (engl. West Ridge) je jedna od 77 gradskih oblasti u Čikagu. Nalazi se na severnom delu grada.

## Istorija
Oblast je nekada bila spojena sa susednim Rodžers parkom, ali se odvojila krajem devetnestog veka.
Glavna ulica u ovoj oblasti je Devon Avenije. Glavna etnička grupa od tridesetih dvadesetog veka su jevreji, ali su počeli da se iseljavaju u sedamdesetim. Druge etničke grupe su došle na Devon, uglavnom Indusi, Pakistanci i ruski jevreji.
Danas je ovaj kraj jedan od najbogatijih krajeva severnog Čikaga.